# Bogdan Lyednyev
Bogdan Serhiyovych Lyednyev, más conocido como Bogdan Lyednyev, (Skvyra, 7 de abril de 1998) es un futbolista ucraniano que juega de centrocampista en el F. C. Polissya Zhytomyr de la Liga Premier de Ucrania.

## Selección nacional
Lyednyev ha sido internacional sub-17, sub-19 y sub-21 con la selección de fútbol de Ucrania.

## Clubes
| Club                         | País    | Año       |
| ---------------------------- | ------- | --------- |
| F. C. Dnipro                 | Ucrania | 2014-2016 |
| F. C. Dinamo de Kiev         | Ucrania | 2016-2023 |
| F. C. Zorya Lugansk (cedido) | Ucrania | 2018-2020 |
| MOL Fehérvár F. C. (cedido)  | Hungría | 2022-2023 |
| S. C. Dnipro-1               | Ucrania | 2023-2024 |
| F. C. Polissya Zhytomyr      | Ucrania | 2024-     |

## Palmarés

### Títulos nacionales
| Título                  | Club                 | País    | Año  |
| ----------------------- | -------------------- | ------- | ---- |
| Liga Premier de Ucrania | F. C. Dinamo de Kiev | Ucrania | 2021 |
| Copa de Ucrania         | F. C. Dinamo de Kiev | Ucrania | 2021 |